# عبد الله بن ناصر آل ثاني (رجل أعمال)
الشيخ عبد الله بن ناصر بن عبد الله الأحمد آل ثاني ( الإنجليزية: Abdullah bin Nasser Al Thani) هو رجل أعمال قطري، من الأسرة الحاكمة في قطر. يملك عبد الله بن ناصر آل ثاني نادي مالقا لكرة القدم في دوري الدرجة الثانية الإسباني بالإضافة إلى العديد من خيول السباق الأصيلة.[بحاجة لمصدر]

## عائلة
وبحسب موقع "رويال آرك"، فهو حفيد أحمد بن محمد آل ثاني، شقيق الأمير اللاحق جاسم بن محمد آل ثاني وابن حكيم محمد بن ثاني. كان والده ناصر بن عبد الله بن أحمد آل ثاني رئيسًا لمجموعة ناصر بن عبد الله وأولاده، وبعد وفاته في عام 1990 انتقلت رئاسة المجموعة إلى ابنه عبد الله.
سميه عبد الله بن ناصر بن خليفة آل ثاني، هو ابن عمه الثاني، والأمير السابق لقطر، حمد بن خليفة آل ثاني، هو ابن عم عبد الله البعيد.

## حياة مهنية
تم تعيين آل ثاني عضواً غير تنفيذي في مجلس إدارة بنك الدوحة في يونيو 1996. كما أنه كان أيضًا عضوا في مجلس إدارة مجموعة ناصر بن عبدالله. 
في يونيو 2010، اشترى الشيخ عبد الله نادي ملقا من لورينزو سانز، الذي كان ابنه فرناندو سانز ، يتحكم بإدارة كاملة في عملية الاستحواذ. وكان السعر المعلن عنه 36 مليون يورو.  في فبراير 2020، حكم قاضٍ إسباني باستبعاده من إدارة النادي والسيطرة عليه، مشيرًا إلى وجود مخالفات.  واستمرت القضية في المحكمة حتى أكتوبر 2022.
جاء اقتباس من الشيخ عبدالله أنه كان يأمل في أن تفتتح الأندية الأوروبية فروعاً لها في سوق الخليج العربي استعداداً لكأس العالم 2022 التي جرت في قطر. وهو يشغل حالياً منصب عضو مجلس إدارة الاتحاد القطري للفروسية. 